# Guerras Clônicas

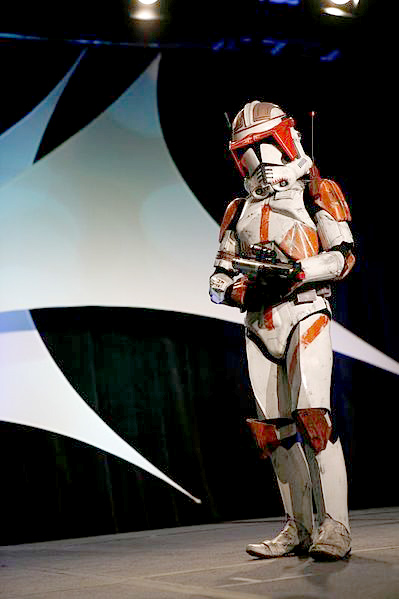
Um fã cosplaying clone trooper Comandante Cody. Os soldados clones são os principais soldados de infantaria da República Galáctica durante as Guerras Clônicas.

A Guerra dos Clones (português europeu) ou Guerras Clônicas (português brasileiro) (em inglês Clone Wars) é uma série de conflitos fictícios da franquia Star Wars de George Lucas. Embora mencionado brevemente no primeiro filme Star Wars ( A New Hope, 1977), a guerra em si não foi retratada até Attack of the Clones (2002) e Revenge of the Sith (2005). As Guerras Clônicas também são o cenário para três projetos homônimos: uma série de animação 2D (2003–2005), um filme CGI (2008) e uma série CGI 3D (2008–2014, 2020). Eles apareceram em vários livros e jogos de Star Wars.
Dentro da narrativa da Guerra nas Estrelas, as Guerras Clônicas envolvem uma guerra de três anos travada para evitar que milhares de sistemas planetários se separem da República Galáctica e formem a "Confederação de Sistemas Independentes", frequentemente referida como "Separatistas". A República usa um exército de soldados clones, o homônimo do conflito, liderado pela Ordem Jedi contra o exército de droides de batalha Separatista. O conflito foi fabricado como um esquema para o Chanceler Supremo da República, Palpatine, secretamente um malvado Lorde Sith, que estava secretamente manipulando a guerra na primeira batalha de Geonosis. Ele também busca secretamente exterminar todos os Jedi até que ele espere pela Ordem 66 no final da guerra, ganhar o poder e, finalmente, converter a República Galáctica democrática no Império Galáctico autocrático, que era controlado por meio de um complexo militar-industrial e caracterizado na trilogia original .

## Representação

### Filme
As Guerras Clônicas são mencionadas pela primeira vez em Uma Nova Esperança, quando Obi-Wan explica a Luke que seu pai lutou nelas, ao que Luke expressa dúvidas. É mais tarde mencionado por Leia em sua mensagem que Obi-Wan serviu a seu pai, que mais tarde será identificado como Bail Organa, nas Guerras Clônicas.
O Ataque dos Clones, definido no início das guerras, começa com a crescente preocupação da República Galáctica sobre a secessão de milhares de sistemas estelares para a Confederação de Sistemas Independentes, que é publicamente liderada pelo Conde Dooku . O Chanceler Palpatine manipula Jar Jar Binks e o resto do Senado Galáctico para conceder-lhe poderes de emergência. Investigando duas tentativas de assassinato da senadora Padmé Amidala, Obi-Wan Kenobi descobre que Dooku usou a identidade de um mestre Jedi morto para organizar secretamente a criação de um enorme exército de clones em nome da República. Yoda lidera o exército de clones para resgatar Obi-Wan, Padmé e Anakin Skywalker dos Separatistas em Geonosis, e a primeira batalha da guerra segue. Na conclusão da batalha, Yoda declara: "Começou, a Guerra dos Clones começou." Na cena final do filme, Anakin e Padmé se casam em segredo, violando os votos Jedi de Anakin.
A vingança dos Sith mostra os dias finais das Guerras Clônicas de três anos, nas quais soldados clones e seus generais Jedi lutaram contra o exército dróide Separatista. Depois de matar Dooku e resgatar Palpatine dos Separatistas durante o ataque a Coruscant, Anakin descobre que Padmé está grávida. Ele fica preocupado com as visões de sua morte no parto, e Palpatine atrai Anakin para o lado negro da Força, prometendo ensiná-lo a evitar sua morte prematura. Enquanto isso, Yoda é despachado para Kashyyyk para evitar uma invasão separatista, e Obi-Wan Kenobi é despachado para Utapau, onde mata o General Grievous . Anakin descobre que Palpatine é o esquivo Lorde Sith Darth Sidious, mas ele o defende contra Mace Windu porque precisa do conhecimento de Palpatine para salvar Padmé. Após Palpatine matar Windu, ele chama Anakin de seu novo aprendiz Darth Vader. Palpatine ordena que os soldados clones executem a Ordem 66 e os clones matam seus generais Jedi pela galáxia. Palpatine então despacha Vader para o Templo Jedi junto com vários soldados clones para matar os Jedi e Padawans restantes no templo, antes de enviar Vader para matar os líderes Separatistas em Mustafar e emitir um "comando de desligamento" para seu exército dróide. Com sua morte, Palpatine declara o fim das Guerras Clônicas e da reforma da República no Império Galáctico .

### Animação

#### As Guerras Clônicas
Vários anos depois, Lucas decidiu reiniciar a série como uma série CGI 3D desenvolvida por Dave Filoni . Após vários anos de produção na nova série de televisão, Lucas decidiu separar os primeiros quatro episódios como um filme independente .  O filme, lançado em 2008, apresenta Ahsoka Tano como aprendiz de Anakin e retrata a República e os Separatistas lutando e tentando obter permissão para viajar pelo território de Jabba the Hutt.
A série de televisão que se seguiu (2008–2014, 2020) também tem como pano de fundo as Guerras Clônicas, com o final da série ocorrendo ao mesmo tempo que o clímax de Revenge of the Sith . O show oferece detalhes adicionais sobre a criação do exército de clones, estabelece cada um dos clones como personagens distintos, retrata numerosos confrontos e desenvolvimentos do conflito e retrata a interação entre os soldados clones e seus comandantes Jedi. Por exemplo, a série revela que cada clone possui um "chip inibidor" em seu corpo que faz com que a maioria deles obedeça à Ordem 66. A descoberta do chip e seu uso na luta contra o Império que viria sucede-lo(os clones sem o chip seriam importantes na rebelião que viria) foi uma das tramas mais importantes de Clone Wars.
Outros acontecimentos importantes relatados são as origens da Aliança Rebelde que é vista na trilogia original da saga . Na primeira e na terceira temporada a Republica Galáctica treina e equipa o grupo guerrilheiro liderado por Cham Sydulla para libertar o planeta Ryloth das mãos dos separatistas na quinta temporada a republica novamente treina um grupo rebelde desta  vez no planeta Onderon. Esses grupos rebelde se voltariam contra o império e se tornariam as bases da rebelião.   enquanto isso na quarta temporada em uma grande batalha o planeta Mon Cala foi salvo da conquista separatista a espécie nativa do planeta mon calamari mais tarde se tornaria um dos principais fornecedores de navios para a rebelião.

Além disso houve a temática do uso de caçadores de recompensa na expansão do poder dos Sith. Um exemplo foi quando Sidious contrata Cad Bane para sequestrar bebês sensíveis a força, e traze-los para o lado sombrio por meio de tecnologias de escravização mental.(essa trama foi impedida pela Ordem Jedi)